# Shy Guy (chanson)
Singles de Diana King
Stir It Up
(1994) Ain't Nobody
(1995)
Shy Guy est une chanson de la chanteuse jamaïcaine Diana King extrait de son premier album Tougher Than Love.
Deux versions du clip furent réalisées: une version filmée en noir et blanc pour l'album Tougher Than Love et la seconde réalisée pour la bande originale du film Bad Boys, mettant en scène les acteurs Will Smith et Martin Lawrence.

## Classements hebdomadaires
| Chart (1995)                            | Meilleure position |
| --------------------------------------- | ------------------ |
| Allemagne (Media Control AG)            | 6                  |
| Australie (ARIA)                        | 3                  |
| Autriche (Ö3 Austria Top 40)            | 6                  |
| Belgique (Flandre Ultratop 50 Singles)  | 5                  |
| Belgique (Wallonie Ultratop 50 Singles) | 2                  |
| États-Unis (Billboard Hot 100)          | 13                 |
| États-Unis (Hot R&B/Hip-Hop Songs)      | 21                 |
| États-Unis Mainstream Top 40            | 15                 |
| Finlande (Suomen virallinen lista)      | 1                  |
| France (SNEP)                           | 4                  |
| Norvège (VG-lista)                      | 2                  |
| Nouvelle-Zélande (RMNZ)                 | 3                  |
| Pays-Bas (Single Top 100)               | 3                  |
| Royaume-Uni (UK Singles Chart)          | 2                  |
| Royaume-Uni (UK R&B Chart)              | 1                  |
| Europe (European Hot 100 Singles)       | 1                  |
| Suède (Sverigetopplistan)               | 1                  |
| Suisse (Schweizer Hitparade)            | 5                  |

## Certifications
| Pays                    | Certification | Date            | Ventes  |
| ----------------------- | ------------- | --------------- | ------- |
| Allemagne (BVMI)        | Or            | 1995            | 250 000 |
| Australie (ARIA)        | Platine       | 1995            | 70 000  |
| Belgique (BEA)          | Or            | 3 novembre 1995 | 25 000  |
| États-Unis (RIAA)       | Or            | 5 juillet 1995  | 500 000 |
| France (SNEP)           | Or            | 9 novembre 1995 | 250 000 |
| Nouvelle-Zélande (RMNZ) | Or            | 1995            | 5 000   |
| Royaume-Uni (BPI)       | Or            | 13 octobre 2017 | 400 000 |

## Reprises
- La chanteuse belge Unicq a repris cette chanson en 2015[24].